# Lusophonie

Verbreitung der portugiesischen Sprache
Muttersprache
Offizielle und administrative Sprache
Portugiesischsprachige Minderheiten
Portugiesischbasierte Kreolsprache

Lusophonie (Lusofonia) ist die Bezeichnung für den portugiesischsprachigen Raum.
Als international bekanntestes Aushängeschild der Lusophonie kann der Literaturpreis Prémio Camões für portugiesischsprachige Literatur aus aller Welt gelten.

## Begriff
Der Begriff der Lusophonie wurde analog der Bezeichnung Frankophonie für den französischsprachigen Raum gebildet und leitet sich von der römischen Bezeichnung Lusitania für das heutige Portugal ab. Im Gegensatz zur Frankophonie ist die Lusophonie kein politisches Konzept, sondern umfasst alle Sprecher des Portugiesischen.
So benennt der Begriff im engeren Sinn die Staaten mit portugiesischer Landessprache, parallel zur Gemeinschaft der Portugiesischsprachigen Länder (CPLP). Im erweiterten Sinn dient er als Oberbegriff für die internationale Sprachfamilie des Portugiesischen, also alle Sprecher des Portugiesischen und seiner Varianten.
Die Lusophonie umfasst folgende politische Staaten und Gebiete:
- Amerika: Brasilien
- Afrika: Angola, Äquatorialguinea, Guinea-Bissau, Kap Verde, Mosambik, São Tomé und Príncipe (zusammenfassend als PALOP bezeichnet)
- Asien: Macau, Osttimor, Goa (Indien)
- Europa: Portugal

Auch Gebiete, in denen historisch begründet noch Minderheiten Portugiesisch sprechen, oder Varianten des Portugiesischen existieren, werden zur Lusophonie gezählt, etwa in Indien (Goa, Daman und Diu) oder Malaysia (Malakka), oder die Gebiete mit Kreolsprachen in Afrika, etwa in Casamance (Senegal) oder auf Annobon (Äquatorialguinea) mit seiner annobonesischen Sprache. Oft wird auch das nordspanische Galicien zum lusophonen Raum gezählt, mit Bezug auf die galicisch-portugiesische Sprache.

## Organisationen

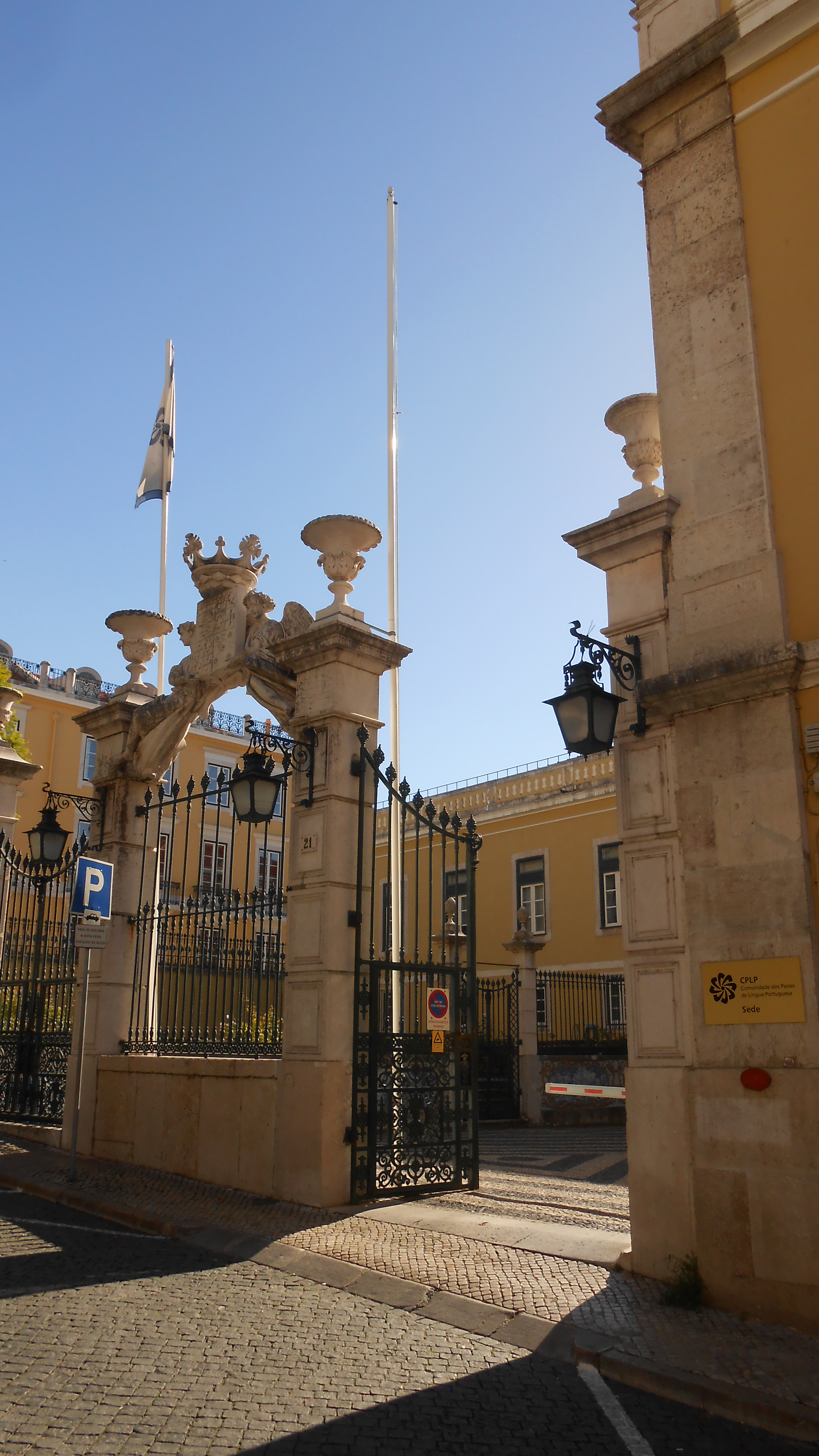
Der Sitz der Gemeinschaft der Portugiesischsprachigen Länder (CPLP) in Lissabon, die wichtigste Organisation der Lusophonie

Im Zusammenhang mit der Idee der Lusophonie sind eine Reihe zwischenstaatlicher und nichtstaatlicher Organisationen entstanden.
Die offiziellen lusophonen Länder sind seit 1996 in der Gemeinschaft der Portugiesischsprachigen Länder (Comunidade dos Países de Língua Portuguesa, CPLP) verbunden, nach dem Muster des englischsprachigen Commonwealth of Nations. Daneben haben sich die afrikanischen Länder portugiesischer Sprache in der PALOP (Países Africanos de Língua Oficial Portuguesa) organisiert.
Es existieren darüber hinaus eine Vielzahl weiterer Institutionen. Es folgt eine Auswahl:
- Associação de Cultura Lusófona (ACLUS), der Kulturverein der Lusophonie
- Associação das Universidades de Língua Portuguesa (AULP), Organisation der portugiesischsprachige Universitäten, 1986 gegründet
- União das Cidades Capitais Luso-Afro-Américo-Asiáticas (UCCLA), Vereinigung der portugiesischsprachigen Hauptstädte, 1985 gegründet
- Fundação Luso-Brasileira para o Desenvolvimento do Mundo da Língua Portuguesa, portugiesisch-brasilianische Entwicklungs-Stiftung
- Associação dos Arquivistas dos Países de Língua Portuguesa, Verein der Archivare der portugiesischsprachigen Länder
- Associação dos Engenheiros Agrónomos dos Países de Língua Portuguesa, Verein der Agraringenieure der portugiesischsprachigen Länder
- Association pour le Développement des Etudes Portugaises, Brésiliennes, d´Afrique et d´Asie Lusophones (ADEPBA), französischer Studienverband
- Federação Lusófona de Ciências da Comunicação (LUSOCOM), Lusofoner Verband der Kommunikationswissenschaften
- Associação dos Publicitários, Verband der Werbefachleute

Bedeutung haben zudem die afrikanischen Projekte der portugiesischen Entwicklungshilfe (Instituto Português de Apoio ao Desenvolvimento, IPAD) und portugiesischer Nichtregierungsorganisationen wie Assistência Médica Internacional (AMI), Afectos com Letras u. a. Zu nennen sind auch ganz andere Bereiche, etwa die Zusammenarbeit im Rahmen von Städtepartnerschaften lusophoner Städte oder die Verbreitung brasilianischer, meist evangelikaler Kirchen.

## Kultur

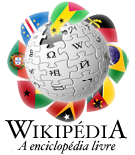
Wikipedia-Logo mit den Flaggen der portugiesischsprachigen Staaten: auch die portugiesischsprachige Wikipedia trägt zur Entwicklung der Lusophonie bei.

Ein wesentliches Bindeglied zwischen den Staaten portugiesischer Sprache ist der Kulturaustausch, als bedeutender Baustein für die Entwicklung der Lusophonie. Zu nennen Initiativen wie die weltweit zahlreichen Einrichtungen des portugiesischen Kulturinstituts Instituto Camões mit ihren besonderen Schwerpunkten in portugiesischsprachigen Staaten, die Projekte der Stiftung Calouste Gulbenkian (darunter die historisch-architektonischen Restaurationsprojekte), die internationalen Kanäle des öffentlich-rechtlichen portugiesischen Fernsehsenders RTP (RTP Internacional und als besonders integratives Projekt RTP África für die PALOP), die Kanäle SIC Internacional Àfrica und Txillo (in Angola und Mosambik) des privaten portugiesischen Fernsehsenders SIC, u. v. a. Im Hörfunk ist insbesondere der RTP-Sender RDP África zu nennen.
Einen besonders intensiven Austausch gibt es zwischen Filmschaffenden der lusophonen Länder, mit zahlreichen Koproduktionen und mit grenzübergreifenden Engagements von Schauspielern, Regisseuren und anderen Filmschaffenden. Auch Filmfestivals bringen die Länder näher, von den Jurys, die aus Filmschaffenden aus verschiedenen Ländern zusammengesetzt sind, über die gezeigten Filme aus den verschiedenen Ländern bis zu gezielten Festivals und Filmreihen, allen voran das FESTin – Festival de Cinema Itinerante da Língua Portuguesa, aber auch private Initiativen wie die Filmschauen der engagierten portugiesischen Produktionsfirma Real Ficção in Kap Verde und Mosambik. In den Fernsehsendern der portugiesischsprachigen Ländern sind brasilianische, aber auch portugiesische und gelegentlich auch angolanische Serien und Telenovelas fester Programmbestandteil und in weitgehend allen Ländern sehr populär.
Auch in der Literatur bestehen besonders enge Verbindungen. So werden Autoren aus den PALOP häufig bei portugiesischen Verlagshäusern verlegt, und einige der wichtigsten Autoren etwa aus Angola oder Mosambik sind portugiesischer Abstammung. Große Anerkennung in allen Ländern portugiesischer Sprache genießen zudem Literaturpreise, allen voran der Prémio Camões, aber auch so renommierte Preise wie der Prémio José Saramago, der Prémio LeYa u. a. Der Literaturpreis der PALOP will diesen Geist ebenfalls unterstützen.

## Sport

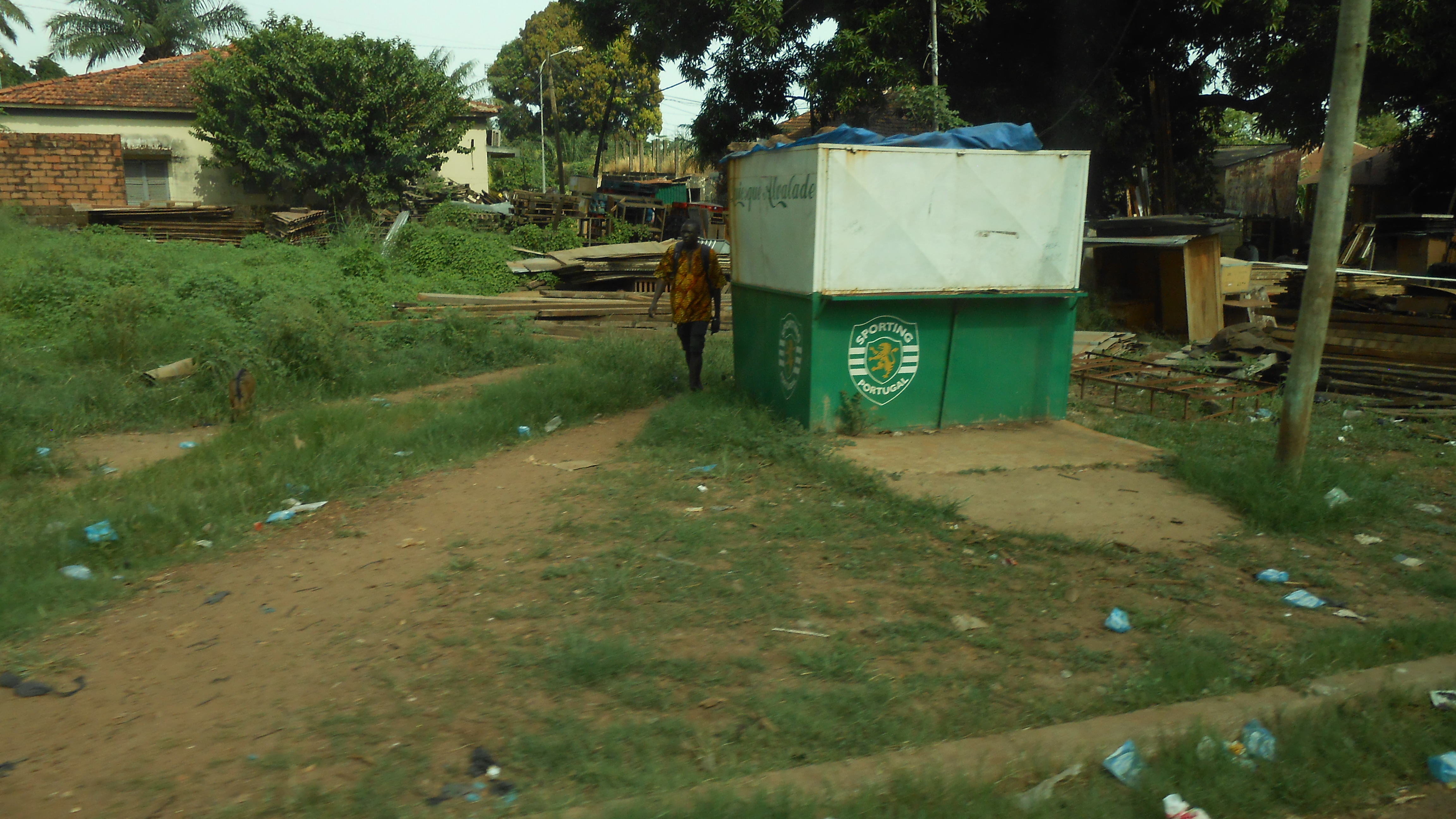
Kiosk in Bissau in den Farben des portugiesischen Klubs Sporting Lissabon: portugiesischer Fußball ist im Alltag der PALOP-Staaten allgegenwärtig.

Seit 2006 werden, ähnlich der Commonwealth Games und der Spiele der Frankophonie, die „Spiele der Lusophonie“ durchgeführt.
Unter den weiteren Sportveranstaltungen lusophoner Länder ist der Basketballpokal Supertaça Luso-Angolana zu nennen, der von aktuell drei Teilnehmerstaaten (Angola, Mosambik und Portugal) auf weitere portugiesischsprachige Länder ausgeweitet werden soll.
Zu nennen ist zudem die Aufmerksamkeit insbesondere in den ehemaligen portugiesischen Kolonien für den Fußball in Portugal. So haben insbesondere die drei großen Vereine Portugals eine Vielzahl Fanclubs dort, mit eigenen Vereinshäusern (Casas do Benfica im Falle von Benfica Lissabon), und mit Filialvereinen, insbesondere von Sporting Lissabon.
Auch Rollhockey ist sowohl in Portugal als auch in afrikanischen Staaten portugiesischer Sprache, allen voran Angola und Mosambik populär. Mit der entsprechenden Sportberichterstattung und dem Wechseln von Spielern und Trainern zwischen den Staaten trägt der Sport seinerseits zur Entwicklung der Lusophonie bei.